# Warmensteinach
Warmensteinach là một đô thị ở huyện Bayreuth bang Bayern nước Đức. Đô thị Warmensteinach có diện tích 17,53 km², dân số thời điểm ngày 31 tháng 12 năm 2006 là 2326 người.